# DNAJB8
DNAJB8 (англ. DnaJ heat shock protein family (Hsp40) member B8) – білок, який кодується однойменним геном, розташованим у людей на 3-й хромосомі. Довжина поліпептидного ланцюга білка становить 232 амінокислот, а молекулярна маса — 25 686.
| 10         |  | 20         |  | 30         |  | 40         |  | 50         |
| ---------- |  | ---------- |  | ---------- |  | ---------- |  | ---------- |
| MANYYEVLGV |  | QASASPEDIK |  | KAYRKLALRW |  | HPDKNPDNKE |  | EAEKKFKLVS |
| EAYEVLSDSK |  | KRSLYDRAGC |  | DSWRAGGGAS |  | TPYHSPFDTG |  | YTFRNPEDIF |
| REFFGGLDPF |  | SFEFWDSPFN |  | SDRGGRGHGL |  | RGAFSAGFGE |  | FPAFMEAFSS |
| FNMLGCSGGS |  | HTTFSSTSFG |  | GSSSGSSGFK |  | SVMSSTEMIN |  | GHKVTTKRIV |
| ENGQERVEVE |  | EDGQLKSVTV |  | NGKEQLKWMD |  | SK         |  |            |

A: Аланін

C: Цистеїн

D: Аспарагінова кислота

E: Глутамінова кислота

F: Фенілаланін

G: Гліцин

H: Гістидин

I: Ізолейцин

K: Лізин

L: Лейцин

M: Метіонін

N: Аспарагін

P: Пролін

Q: Глутамін

R: Аргінін

S: Серин

T: Треонін

V: Валін

W: Триптофан

Кодований геном білок за функцією належить до шаперонів. 